# The Prestige: Original Score
The Prestige: Original Score è  la colonna sonora del film The Prestige diretto da Christopher Nolan nel 2006.
Il disco è stato composto dal musicista britannico David Julyan ed è stato pubblicato il 24 novembre del 2006 sotto etichetta Hollywood Records. 

Julian ha collaborato precedentemente con Nolan nel 2000 componendo le musiche del film Memento e nel 2002 per quelle di Insomnia.

## Il disco
Le sonorità del disco accompagnano realisticamente le illusioni presenti nel film. Il compositore infatti, separa la colonna sonora in tre atti, racchiudendo in ognuno di essi le atmosfere che rappresentano la storia dei protagonisti, parallelamente alla divisione che Nolan ha voluto dare alla trama.

Le tracce che vanno dalla prima alla sesta sono racchiuse nell'atto denominato la promessa, dove i personaggi mostrano qualcosa che pare ordinario, ma che invece si rivelerà non esserlo.

Dalla settima alla quindicesima invece, le tracce vengono racchiuse nell'atto chiamato la svolta. In questi passaggi, la pellicola fa notare al pubblico che l'illusionista è in grado di mostrare l'illusione impressionandolo con la sua capacità e convincendolo che tutto ciò che vede è parte di un segreto del quale però, non svelerà il trucco.
Le ultime due tracce vengono racchiuse nell'atto denominato il prestigio, che sottolinea infine il colpo di scena finale del film, mostrando al pubblico qualcosa di veramente sconvolgente.

La scelta di una sonorità cupa e profonda è da attribuire alla rivalità dei protagonisti che si scontrano sullo schermo sfidandosi in giochi di prestigio sempre più complessi ed elaborati.
Christopher Nolan afferma che The Prestige è in fondo un film corale, avendo sviluppato con la sceneggiatura la storia di diversi personaggi, primi tra tutti quelli interpretati da Hugh Jackman (Robert Angier) e Christian Bale (Alfred Borden), approfondendo l'ossessione di entrambi a primeggiare a colpi di magia a vendette. Riguardo a questo aspetto, il regista dichiara: «potevano esserci scene in cui non era presente la musica? In effetti, in alcune scene si poteva non metterla. Ma è stata inserita comunque e io stesso ero talmente rapito nell'osservare lo svolgersi dell'illusione, che la musica passava direttamente in secondo piano rispetto alla storia. Il lavoro di Julyan non ha fatto altro che sottolineare i momenti ipnotici della trama.»
La composizione di Julyan è sottile e sobria all'inizio, fino a diventare solenne e forte nei momenti di rivelazione del film.

Il tema principale intitolato Are You Watching Closely? conferisce all'intera colonna sonora l'efficacia di tutta la partitura, apparendo anche nella traccia 2 e 3, approfondendo così la tensione e l'angoscia che poi è l'aspettativa della storia, utilizzando il suono degli ottoni per condurre l'orchestra.
In alcuni passaggi infatti, il tono orchestrale diventa ossessivo, seguendo la battaglia che Angier e Borden continuano a perpetrare fino al raggiungimento della perfezione professionale.
Le musiche vengono realizzate utilizzando accordi di archi accavallati a suoni elettronici, conferendo alla sonorità dei pezzi un accordo dissonante. Occasionalmente, vengono aggiunte sonorità di pianoforte per approfondire alcuni passaggi romantici, sonorità tipiche dell'epoca vittoriana.
La colonna sonora è stata eseguita dalla Hollywood Studio Symphony, diretta dal direttore d'orchestra Blake Neely.

## Tracce
Parte I: la promessa
1. Are You Watching Closely? - 1:51
2. Colorado Springs - 4:15
3. The Light Field - 1:50
4. Borden Meets Sarah - 2:11
5. Adagio for Sarah - 2:08
6. A New Trick - 4:29

Parte II: la svolta
1. The Journal - 2:55
2. The Transported Man - 2:36
3. No, Not Today - 2:31
4. Caught - 1:39
5. Cutter Returns - 2:13
6. The Real Transported Man - 2:28
7. Man's Reach Exceeds His Imagination - 2:08
8. Goodbye to Jess - 2:58
9. Sacrifice - 5:15

Parte III: il prestigio
1. The Price of a Good Trick - 5:06
2. The Prestige - 1:40